# Arsenales de Guerra
Los Arsenales de Guerra es un edificio ubicado en avenida Blanco Encalada, en el límite sur del Barrio Ejército Libertador, en el centro de la ciudad de Santiago, Chile. Fue declarado Monumento Histórico, mediante el Decreto Supremo nº 722, del 25 de octubre de 1990.

## Historia
Desde el gobierno de Bernardo O'Higgins Riquelme que existió el proyecto de fundar un museo militar, que se concretó en el año 1879 cuando se creó el Museo de Armas Antiguas, ubicado en el edificio Parques y Maestranzas de la Artillería.
En 1894, durante la presidencia de Jorge Montt, se decretó la construcción de un nuevo edificio en el lugar, el Parque General de Armas y Municiones, obra de ingenieros politécnicos militares que habían ido a especializarse a Francia. Al año siguiente fue entregada el ala oriente del edificio, siendo completado íntegramente en 1896. El primer piso fue destinado al museo, mientras que el segundo nivel albergaba una sala de armas. Esta instalación fue conocida posteriormente como los Arsenales de Guerra.
Luego del terremoto de 1985 sufrió algunos daños en sus muros, por lo que fue remodelado en años posteriores. Funcionaba, luego del terremoto, como taller y bodega, encontrándose oficinas en el sector nororiente del segundo nivel.
En el año 2007, durante el gobierno de Michelle Bachelet y dentro del proyecto de traslado del Ministerio de Defensa Nacional desde el Edificio Diego Portales al de calle Zenteno, se autorizó la inversión de recursos de la Ley del Cobre para que el Cuartel General del Ejército se trasladara a los ex Arsenales de Guerra, comenzando la licitación del proyecto de arquitectura por parte del Ministerio de Obras Públicas y la de la ejecución por parte del Comando de Infraestructura del Ejército.
En 2011 comenzó la construcción del Edificio Ejército Bicentenario y se restauró el de los ex Arsenales de Guerra, que resultó dañado por el terremoto de 2010. El Edificio Ejército Bicentenario, que acogió la Comandancia en Jefe del Ejército de Chile y otras dependencias militares, fue inaugurado por el presidente Sebastián Piñera el 13 de junio de 2012.

## Descripción
El edificio es de albañilería de ladrillos a la vista reforzado con estructuras y vigas de hormigón armado, teniendo la típica arquitectura almenada de los cuarteles ingleses. Su planta es rectangular, y presenta dos pisos. Sus dos niveles están formados de dos muros longitudinales y seis transversales, y en el segundo piso vigas de fierro forman la techumbre a dos aguas.
La fachada principal cuenta con doce torreones que sobresalen del techo, de forma cilíndrica. Cuenta con un espacio anterior donde se ubica un jardín en donde se exhiben diversas piezas de artillería.